# Anochetus nietneri
Anochetus nietneri é uma espécie de formiga do gênero Anochetus, pertencente à subfamília Ponerinae.